# 결심고도
결심고도(決心高度, 영어: decision altitude (DA) / decision height (DH))는 항공기가 공항의 지상 활주로에 접근하는 도중에 육안으로 주변의 시각 참조물(활주로 유도등)을 식별하지 못해서 착륙복행을 시작해야 하는 특정한 고도를 가리킨다.
정밀접근레이더(PAR), 계기착륙장치(ILS)와 같은 정밀계기접근에서 사용되는 방식이다. 공항의 활주로운영등급(CAT)에 따라 결심고도가 결정되는데 등급이 높을수록 결심고도가 낮아진다. 공항의 정밀 접근 항행 장비가 우수할수록 결심고도는 낮아지고 항공기가 지상 활주로에 최대한 접근할 가능성이 높아지게 된다.

## 국내 일부 공항 결심고도
김해공항:활주로가시거리550미터 이상,결심고도 60미터
제주공항:활주로 가시거리 300미터 이상,결심고도 30미터.
김포공항:활주로 가시거리 175미터 미만
,결심고도를 설정하지 않거나 30미터 미만에서 자동 착륙하는 것을 기본으로 한다.
인천공항:활주로 가시거리 50미터 이상
175터 미만,결심고도를 설정하지 않거나 15미터 미만에서 자동착륙하는 것을 기본으로 한다.